# Veronika Mlakar
Veronika Mlakar, slovenska baletna plesalka, * 8. december, 1935, Zürich
Mlakarjeva, hči znanih baletnikov Pie in Pina Mlakarja, je balet študirala na Srednji baletni šoli v Ljubljani in tu že med šolanjem nastopala v Ljubljanski operi. Od leta 1953 do 1965, ko je opustila balet, je z velikim uspehom plesala vloge na številnih tujih odrih.